# Vereinsmühle (Weimar)

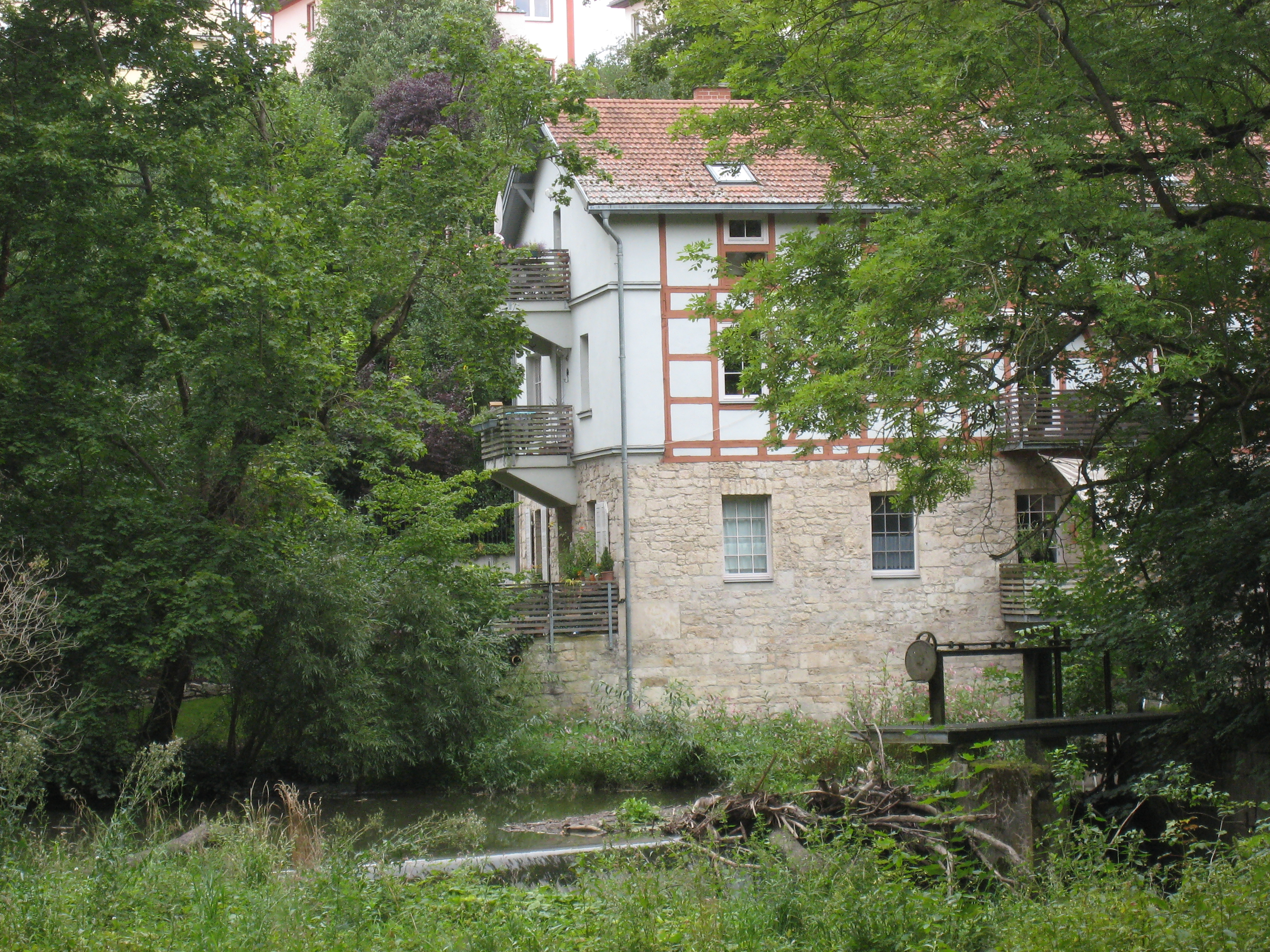
Vereinsmühle – heute Wohngebäude – mit Wehr

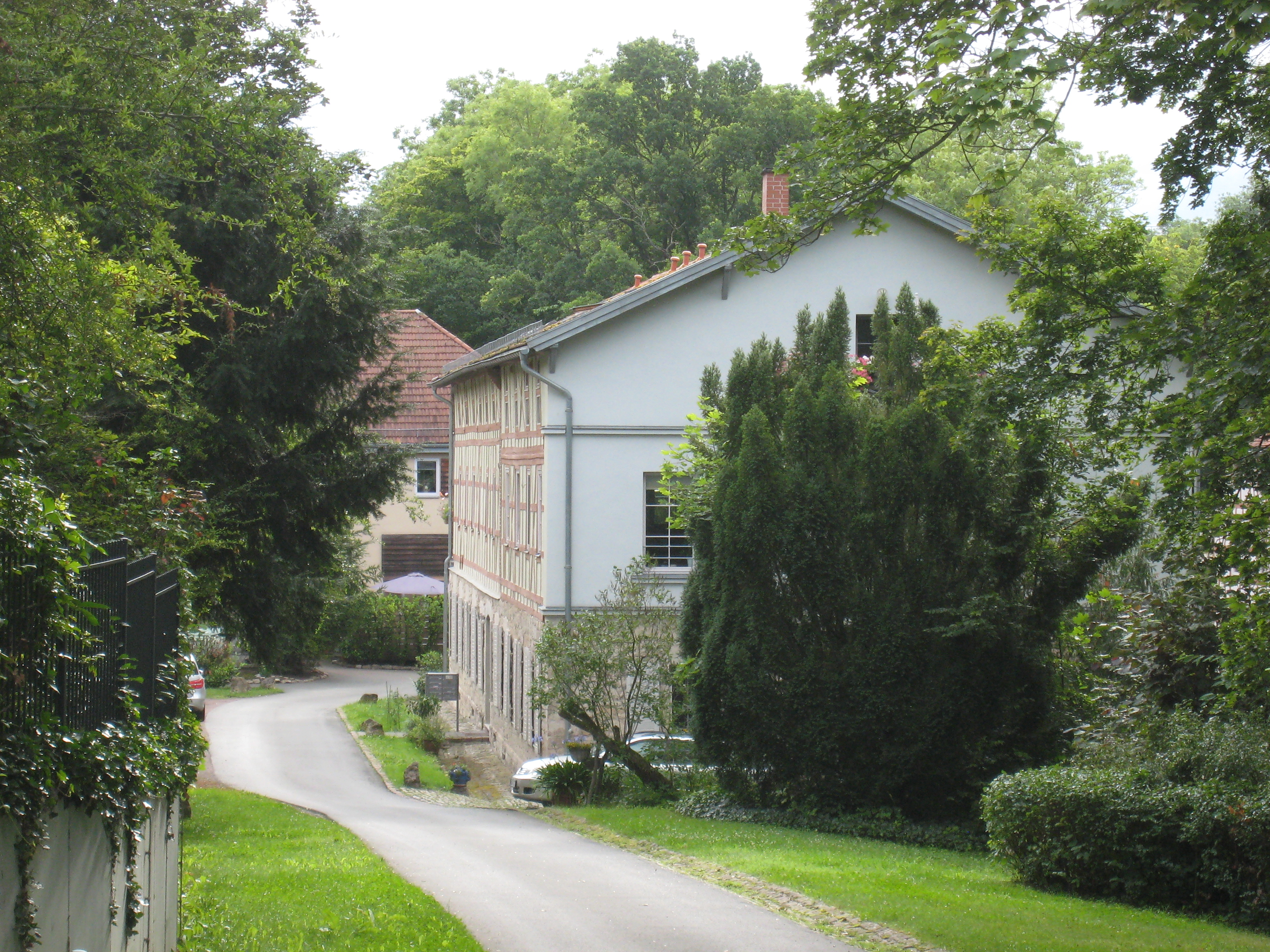
Erstes Gebäude beim Abgang von der Straße Am Kirschberg

Die Vereinsmühle in Weimar, eine ehemalige Wassermühle an der Ilm am Ende des Kirschberges mit Hausnummer 36 wird heute als Wohnraum genutzt.

## Geschichte
Um 1375 wurde sie erstmals erwähnt als Walkmul der Wollinwebir, also Walkmühle der Wollweber. Diese wurde 1613 Opfer der verheerenden Thüringer Sintflut. Der um 1735 bis um 1745 geschaffene Neubau wurde als Pulvermühle betrieben, der eine Explosion ein Ende setzte. Der 1845 als Getreidemühle errichtete Fachwerkbau besteht bis heute. Der lange Mühlgraben zweigt kurz vor dem Wehr ab, um nahe der Sechsbogenbrücke in die Ilm zu münden. Den Namen der in längeren Phasen auch ungenutzten Vereinsmühle prägte der von Weimarer Bäckermeistern gegründete Mühlenbauverein. Ab 1887 erfolgte die Umrüstung auf Dampfbetrieb, ab 1930 ging man auf Gas- und Dieselbetrieb über. Die Stilllegung erfolgte 1960. Der Schornstein ist auch noch erhalten. Einer Akte im Stadtarchiv Weimar zufolge hatte 1895 der Besitzer der Vereinsmühle Paul Rud. Drosihn einen Steg über die Ilm anlegen lassen. Gegen den Mühlenbesitzer sind dem Aktenbestand zufolge auch Schadensersatzklagen durch die Stadt Weimar erhoben worden u. a. für einen Hydranten, die im Weimarer Stadtarchiv sich ebenfalls erhalten haben.
Die Vereinsmühle steht auf der Liste der Kulturdenkmale in Weimar (Einzeldenkmale). Das gilt auch für die Villa Drosihn mit der Hausnummer 35, die nach dem einstigen Mühlenbesitzer Paul Rud. Drosihn benannt ist.